# Jonathan Gershenzon

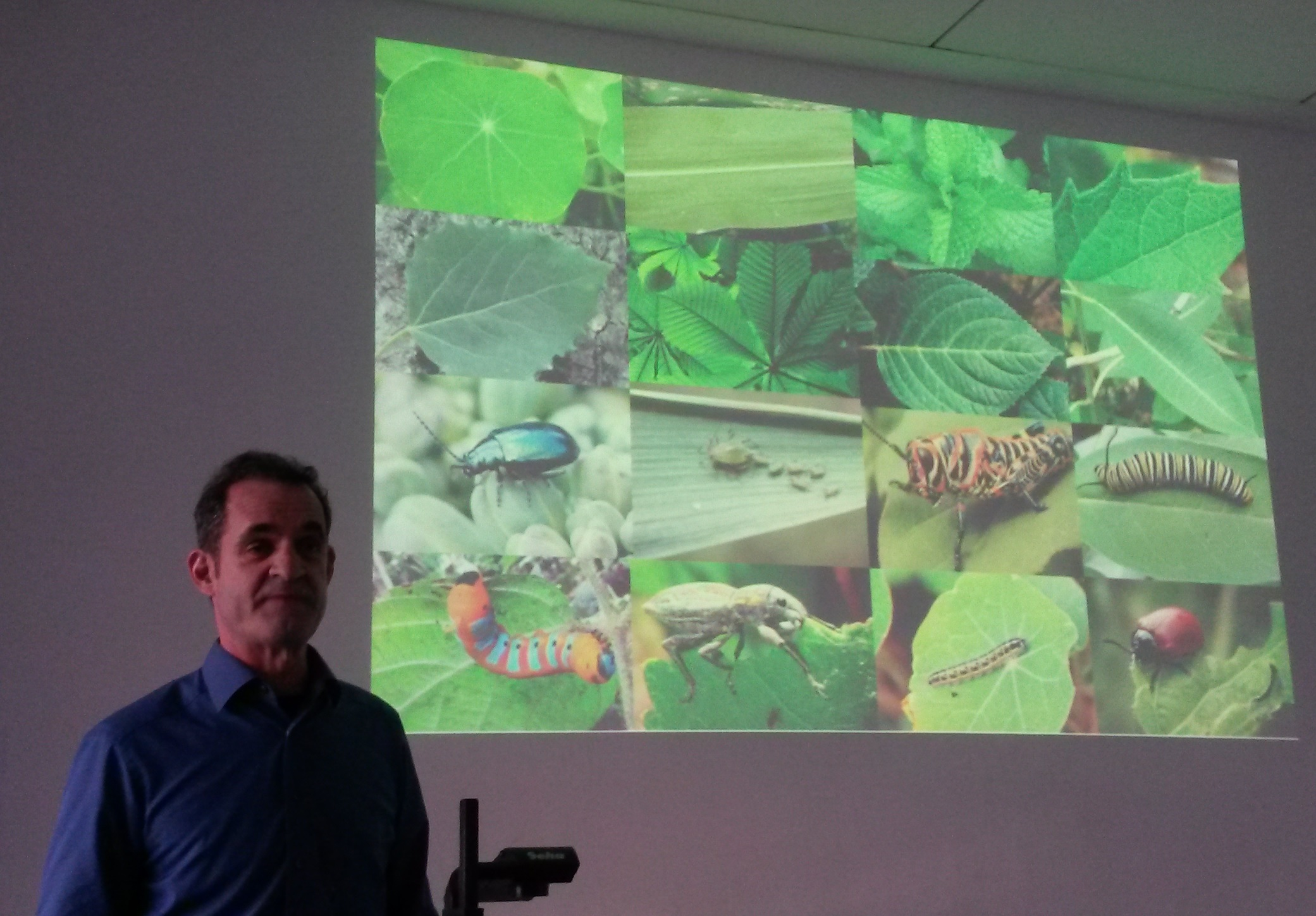
Professor Jonathan Gershenzon bei einem Vortrag in Jena im März 2015

Jonathan Gershenzon (* 8. Mai 1955 in New York City, Vereinigte Staaten) ist ein amerikanischer Biochemiker.

## Leben
Nach seinem Studium der Biologie an der University of California in Santa Cruz und der Promotion in Botanik an der  University of Texas in Austin 1984, war Gershenzon Stipendiat und ab 1991 Wissenschaftler am Institut für biologische Chemie der Washington State University in Pullman. Seit 1997 ist er Direktor und Wissenschaftliches Mitglied am Max-Planck-Institut für chemische Ökologie (1997) und Leiter der Abteilung Biochemie. 1999 wurde er zum Honorarprofessor  an der Friedrich-Schiller-Universität Jena ernannt.
Gershenzon untersucht die Biochemie von Pflanzenstoffen, insbesondere die Funktionen sekundärer Pflanzenmetabolite und deren Wirkung auf pflanzenfressende Insekten sowie die Regulierung des pflanzlichen Sekundärstoffwechsels und die Evolution von Stoffwechselwegen. Seine Forschung konzentriert sich dabei vor allem auf die Untersuchung von zwei Hauptgruppen pflanzlicher Stoffwechselprodukte, die der pflanzlichen Verteidigung dienen: Senfölglykoside und Terpene.

## Ehrungen und Auszeichnungen
- 1978: National Science Foundation Graduate Fellow, University of Texas
- 1981: Robert A. Welch Graduate Fellow, University of Texas
- 2000: Haarman and Reimer Lecturer, Washington State University
- 2000: Duane LeTourneau Lectureship, University of Idaho
- 2000: Haarman and Reimer Lecturer, Washington State University
- 2012: Gewähltes Mitglied der American Association for the Advancement of Science (AAAS)[3]
- 2014: Highly Cited Researcher 2014: Plant & Animal Science
- 2015: Elected member of German Science Foundation (DFG) Panel on Plant Science 2016-2020
- 2015: Highly Cited Researcher 2015: Plant & Animal Science
- 2015: The World’s Most Influential Scientific Minds, Thomson Reuters: Plant & Animal Science
- 2016: Highly Cited Researcher 2016: Plant & Animal Science
- 2017: Highly Cited Researcher 2017: Plant & Animal Science
- 2018: Highly Cited Researcher 2018: Plant & Animal Science
- 2019: Highly Cited Researcher 2019: Plant and Animal Science
- 2020: Highly Cited Researcher 2020: Plant and Animal Science
- 2021: Aufnahme als Mitglied in die Nationale Akademie der Wissenschaften Leopoldina[4]
- 2021: Highly Cited Researcher 2021: Plant and Animal Science
- 2022: Highly Cited Researcher 2022
- 2022: Research.com Plant Science and Agronomy in Germany Leader Award
- 2023: Highly Cited Researcher 2023: Plant and Animal Science
- 2023: Research.com Plant Science and Agronomy in Germany Leader Award
- 2024: Mitglied der European Molecular Biology Organization
- 2024: Research.com Biology and Biochemistry in Germany Leader Award (2024)
- 2024: Silver Medal Award der International Society of Chemical Ecology[5]

## Publikationen (Auswahl)
- J. Gershenzon: Metabolic costs of terpenoid accumulation in higher-plants. In:  Journal of Chemical Ecology. Band 20, Nr. 6, 1994, S. 1281–1328. doi:10.1007/BF02059810
- V. Lambrix, M. Reichelt, T. Mitchell-Olds, D. J. Kliebenstein, J. Gershenzon: The Arabidopsis epithiospecifier protein promotes the hydrolysis of glucosinolates to nitriles and influences Trichoplusia ni herbivory. In: The Plant Cell. Band 13, Nr. 12, 2001, S. 2793–2807. PMC 139489 (freier Volltext)
- E. Pichersky, J. Gershenzon: The formation and function of plant volatiles: perfumes for pollinator attraction and defense. In: Current Opinion in Plant Biology. Band 5, Nr. 3, 2002, S. 237–243. doi:10.1016/S1369-5266(02)00251-0
- U. Wittstock, N. Agerbirk, E. J. Stauber, C. E. Olsen, M. Hippler, T. Mitchell-Olds, J. Gershenzon, H. Vogel: Successful herbivore attack due to metabolic diversion of a plant chemical defense. In: Proceedings of the National Academy of Sciences. Band 101, Nr. 14, 2004, S. 4859–4864. doi:10.1073/pnas.0308007101
- N. Dudareva, S. Andersson, I. Orlova, N. Gatto, M. Reichelt, D. Rhodes, W. Boland, J. Gershenzon: The nonmevalonate pathway supports both monoterpene and sesquiterpene formation in snapdragon flowers. In: Proceedings of the National Academy of Sciences. Band 102, Nr. 3, 2005, S. 933–938. doi:10.1073/pnas.0407360102
- S. Rasmann, T. G. Köllner, J. Degenhardt, I. Hiltpold, S. Toepfer, U. Kuhlmann, J. Gershenzon, T. C. J. Turlings: Recruitment of entomopathogenic nematodes by insect-damaged maize roots. In: Nature. Band 434, 2005, S. 732–737. doi:10.1038/nature03451
- B. A. Halkier, J. Gershenzon: Biology and biochemistry of glucosinolates. In: Annual Review of Plant Biology. Band 57, 2006, S. 303–333. doi:10.1146/annurev.arplant.57.032905.105228
- J. Gershenzon, N. Dudareva: The function of terpene natural products in the natural world. In: Nature Chemical Biology. Band 3, Nr. 7, 2007, S. 408–414. doi:10.1038/nchembio.2007.5
- F. C. Wouters, M. Reichelt, G. Glauser, E. Bauer, M. Erb, J. Gershenzon, D. G. Vassão: Reglucosylation of the benzoxazinoid DIMBOA with inversion of stereochemical configuration is a detoxification strategy in lepidopteran herbivores. In: Angewandte Chemie – International Edition. Band 53, Nr. 42, 2014, S. 11320–11324. doi:10.1002/anie.201406643